# Budlewo
Budlewo [pronunciación en polaco: /buˈdlɛvɔ/] es un pueblo en el distrito administrativo de Gmina Wyszki, dentro del Distrito de Bielsk, Voivodato de Podlaquia, en el noreste de Polonia. Se encuentra aproximadamente 21 kilómetros al noroeste de Bielsk Podlaski y 34 kilómetros al sudoeste de la capital regional, Białystok.